# オシリカジリムシ
オシリカジリムシ（Choreftria shiranui Uyeno, 2022）は、キクロプス目エルガシルス亜目オシリカジリムシ科オシリカジリムシ属に属するカイアシ類。

## 発見
2021年5月、是枝伶旺（当時鹿児島大学大学院農林水産学研究科修士課程1年）は、小次郎川河口干潟（出水市）でハゼ科魚類のチワラスボ (Taenioides snyderi、体長約15センチメートル) を採集した。その臀鰭に本種1個体が付着しているのを発見し、小型甲殻類の分類を専門とする上野大輔（鹿児島大学大学院理工学研究科准教授）に報告した。是枝はチワラスボの標本を作成していたところ本種の存在に気付いたのだが、この時のことを「ごみみたいなものが鰭の上にのっていると思ったら、足が生えていて動きだしたので、寄生虫のようなものかと思いました」とコメントしている。
上野は、カイアシ類の現存約70の科のいずれにも分類できないことを証明すべく一つひとつ確認していった。2022年に発表された論文で新属新種のChoreftria shiranui (コレフトリア・シラヌイ) として記載され、標準和名オシリカジリムシと命名された。科についても本種のみのためにオシリカジリムシ科（Choreftriidae Uyeno, 2022）が新設された。原記載では1科1属1種として分類されている。科および属名はダンサー（踊り子）を意味するギリシャ語に由来し、種小名はタイプ標本の産地・八代海の別称である不知火海に由来する。和名はNHKの音楽番組『みんなのうた』で放送された楽曲「おしりかじり虫」に登場するキャラクターに由来し、命名にあたって番組制作を行ったNHK、キャラクター作者・うるまでるび、および「おしりかじり虫（オシリカジリムシ）」を商標登録しているNHKエンタープライズ側と事前に相談を行った。
うるまでるびは、NHKの取材に対し「僕らが作った架空のキャラクターが本物になったと思い、びっくりしました。学術的な名前として世の中に残るのはうれしいです」と答えている。上野は朝日新聞の取材で「科が新たに設立されるのはとても珍しく、甲殻類の進化の歴史を解明する上でも意義が大きい」と述べている。

## 形態
メスの1個体が知られているのみであり、その個体について述べる。体長1.3ミリメートルで茶色がかった半透明の殻に覆われる。体はケンミジンコ型で、4節からなる前体部と6節からなる尾部で構成される。生殖複合節と第1腹節ははっきりと分離している。第1触角は7節、第2触角は4節からなる。4対の胸脚は二肢型でよく発達する。3節からなる尾肢を持つ。
本種を特徴付ける形質は次の3つである。
- 第二触角内肢の第二節は鋸歯状の爪と長い爪を1つずつ備え、末節は側方に移動している
- 第二小顎は頑丈で、先端に曲がった爪を備える
- 大顎は細長く退化傾向にあり、先端に鋸歯状の刃を備える

このうち、第二触角や第二小顎の形態はTeredicola-groupとしてまとめられる3属（Leptinogaster、Pholadicola、Teredicola）と類似するが、大顎の形態はClausiidae、Nereicolidae、Gadilicolidaeなどの科と類似する。3つの特徴を併せ持つ科が存在しなかったため、新しい科に分類されることとなった。
また、本種に類似する上記のようなカイアシ類は多毛類や軟体動物を宿主とするが、本種は魚類を宿主とする。これは寄生性カイアシ類においてしばしば見られる、無脊椎動物から魚類への宿主転換の一事例であると考えられる。

## 人との関わり
出水市は2022年、福ノ江海岸（同市汐見町）に案内看板を設置した。7月14日に上野大輔を招いて除幕式を行った。ふくのえこども園（福ノ江町）の園児らが、市内在住のミュージシャン・シーゲル小野作詞作曲のオリジナルソングを披露した。案内看板は、採取地点を見渡せる琴平神社前（汐見町）にある。